# 370 Modestia
370 Modestia là một tiểu hành tinh ở vành đai chính. Nó được Auguste Charlois phát hiện ngày 14.7.1893 ở Nice. Tên của nó bằng tiếng Latinh có nghĩa là "sự khiêm tốn".